# Benjamin Wegner
Jacob Benjamin Wegner (21 de fevereiro de 1795 – 9 de junho de 1864) foi um magnata norueguês, proprietário de propriedades e comerciante de madeira.
Nascido em Königsberg, mudou-se para Berlim por volta de 1820 e estabeleceu um negócio independente como agente no comércio britânico de madeira e grãos, e tornou-se um associado próximo da empresa londrina Isaac Solly and Sons. Em 1822, ele se mudou para a Noruega, depois de comprar o Blaafarveværket (The Blue-Color Works) em nome de um consórcio liderado pelo banqueiro de Berlim Wilhelm Christian Benecke. De 1822 a 1849, ele foi diretor geral e um dos dois proprietários da Blaafarveværket; a empresa foi a maior e mais bem-sucedida empresa industrial da Noruega na primeira metade do século XIX e, de longe, o maior produtor mundial de azul-cobalto. Ele também era proprietário da Frogner Manor, o maior co-proprietário da fazenda Hafslund, co-proprietário da Hassel Iron Works e co-proprietário da firma madeireira Juel, Wegner & Co. A maioria de suas atividades comerciais, tanto em os segmentos de madeira, grãos e cobalto, concentraram-se fortemente nas exportações para a Inglaterra, onde passou muito tempo ao longo de sua vida.
Ele serviu como cônsul geral na Noruega das repúblicas soberanas da cidade de Hamburgo, Lübeck e Bremen e como vice-cônsul do Reino de Portugal. Ele foi casado com Henriette Seyler (1805–1875), membro da dinastia bancária de Berenberg em Hamburgo e brevemente co-proprietário do Berenberg Bank; era a filha mais nova do antigo diretor e co-proprietário do Berenberg Bank, L.E. Seyler, e neta do banqueiro suíço e diretor de teatro Abel Seyler e dos banqueiros de Hamburgo Johann Hinrich Gossler e Elisabeth Berenberg.

## Vida pregressa

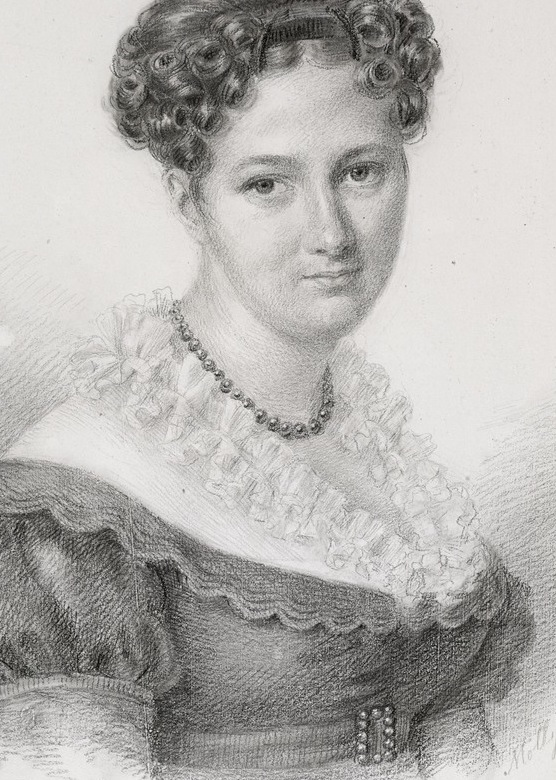
Sua esposa Henriette Seyler (1805–1875), filha do LE Seyler, sócio do Berenberg Bank, desenhada por sua irmã Molly em 1827

Jacob Benjamin Wegner, que se chama Benjamin, nasceu em Königsberg, uma importante cidade portuária na costa do Mar Báltico. Ele era filho do comissário de polícia de Königsberg, Johann Jacob Wegner (ca. 1757-1797) e Regina Dorothea Harder (1770-1813). Seu pai já havia sido casado com a irmã de Regina Dorothea, Anna Christina Harder (1765-1791). Seu pai morreu em 12 de janeiro de 1797 e sua mãe se casou novamente com o construtor de navios Philipp Gutzeit em 1798. Ele tinha um irmão, Friedrich Salomon Wegner (nascido em 1793), e vários meios-irmãos de outros dois casamentos de seus pais. Philipp Gutzeit era um irmão mais novo do capitão e construtor de navios Benjamin Gutzeit, pai do industrial Wilhelm Gutzeit, fundador de uma das duas principais empresas antecessoras da Stora Enso.
Benjamin Wegner recebeu uma sólida educação comercial e ingressou na empresa Königsberg como aprendiz.

### Comércio britânico de madeira e grãos
Por volta de 1820, ele se mudou para Berlim, onde estabeleceu um negócio independente como agente no comércio britânico de madeira e grãos, isto é, na exportação em larga escala de madeira e grãos da região do Báltico para a Inglaterra. Foi agente e associado próximo da firma de Londres Isaac Solly and Sons e da firma de Berlim Gebrüder Benecke e seu chefe Wilhelm Christian Benecke, e passou muito tempo em Londres. Em nome de seu amigo e sócio próximo Edward Solly, ele também negociou o acordo para vender cerca de 3.000 pinturas—principalmente pinturas italianas de Trecento e Quattrocento e pinturas neerlandesas antigas—da coleção de Solly ao rei prussiano Frederick William III em 1821, dos quais 677 as pinturas formaram o núcleo da coleção da nova Gemäldegalerie.

## Industrial na Noruega

### Blaafarveværket

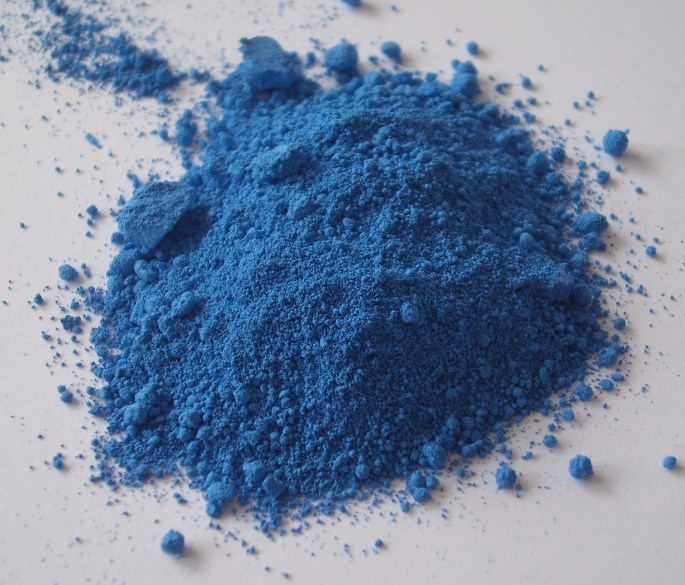
Azul cobalto, feito de cobalto, um metal precioso mais caro que a prata

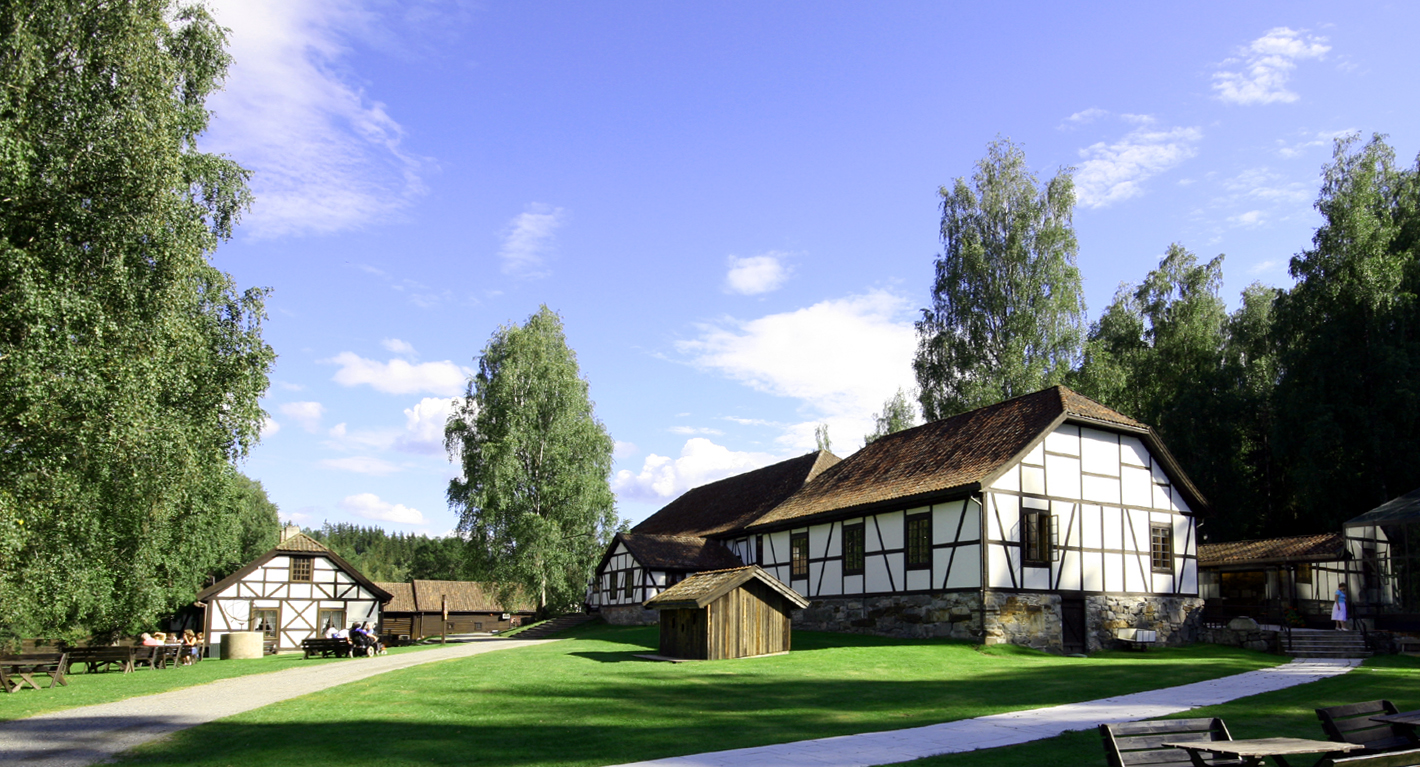
Blaafarveværket

Em 1821, Modums Blaafarveværk na Noruega, o principal produtor mundial de azul cobalto, foi anunciado para venda. O ex-empresa real tinha sido prometidos pelo rei como garantia para um empréstimo durante os guerras napoleônicas e tomado pela falência propriedade do empresário sueco Peter Wilhelm Berg quando o estado não poderia resgatar o penhor. Edward Solly queria comprar a empresa e enviar Wegner como seu representante para concluir a transação, mas como ele tinha problemas financeiros, os planos tiveram que ser cancelados. No entanto, em 1822, Wegner foi enviado por seu sócio Wilhelm Christian Benecke para avaliar a lucratividade da empresa e com autorização para comprar a empresa em nome de Benecke, se considerasse a empresa lucrativa. Wegner posteriormente comprou a empresa em um leilão público em nome de um grupo de investimentos do qual Benecke era o principal investidor.
Wegner foi nomeado novo Diretor Geral da Modums Blaafarveværk e tornou-se co-proprietário, e se mudou para a Noruega, onde inicialmente morava no Fossum Manor, perto de Modums Blaafarveværk. Ao se estabelecer na Noruega, ele se tornou automaticamente um cidadão norueguês de acordo com a lei de nacionalidade da Noruega na época. Desde 1826, Benecke e Wegner eram os únicos proprietários da Modums Blaafarveværk. Sob sua propriedade, a empresa se tornou a maior da Noruega, empregando até 2.000 pessoas, e era o produtor dominante de azul de cobalto em todo o mundo, produzindo até 80% do pigmento de cobalto do mundo para uso nas indústrias de porcelana, vidro e papel em torno de o mundo. O principal mercado de exportação era a Inglaterra e o maior cliente da empresa era de longe a firma de Londres Smith, Goodhall & Reeves.
No seu auge, Blaafarveværket gerou uma renda anual de cerca de 10.000 espécimes noruegueses para a Wegner, parcialmente como dividendos e parcialmente como tantième (em comparação, um mineiro experiente e bem assalariado de Blaafarveværket ganhava cerca de 70 especiaalmente por ano, o engenheiro chefe ganhava 250 e o imediato imediato de Wegner subordinado, o diretor das minas, ganhou cerca de 1.100).
Como conseqüência da crise econômica após as revoluções de 1848 e também da invenção da cor ultramarina sintética, Modums Blaafarveværk faliu em 1849.

### Outras empresas e atividades
Juntamente com Benecke, Wegner possuía a Hassel Iron Works de 1835 a 1854, cada uma com metade das ações. Ele também era co-proprietário, eventualmente o maior co-proprietário, da grande propriedade Hafslund, com grandes florestas no leste da Noruega e a maior serraria do país, de 1835 a 1864. Seus co-proprietários incluíam Benecke e Herman Wedel Jarlsberg e, posteriormente, Thorvald Meyer e Westye Egeberg. Em 1856, ele co-fundou a firma de madeira Juel, Wegner & Co. com Iver Albert Juel.

Em 1836, ele comprou a Frogner Manor, onde morou com sua família até 1849. A família então vendeu a Frogner Manor e se mudou para Christiania (hoje o centro da cidade). Wegner, no entanto, manteve uma parte da propriedade de Frogner, Frognerseteren, com uma parte das florestas de Nordmarka, até sua morte. Frogner Manor é hoje mais conhecido como o site de Frogner Park.

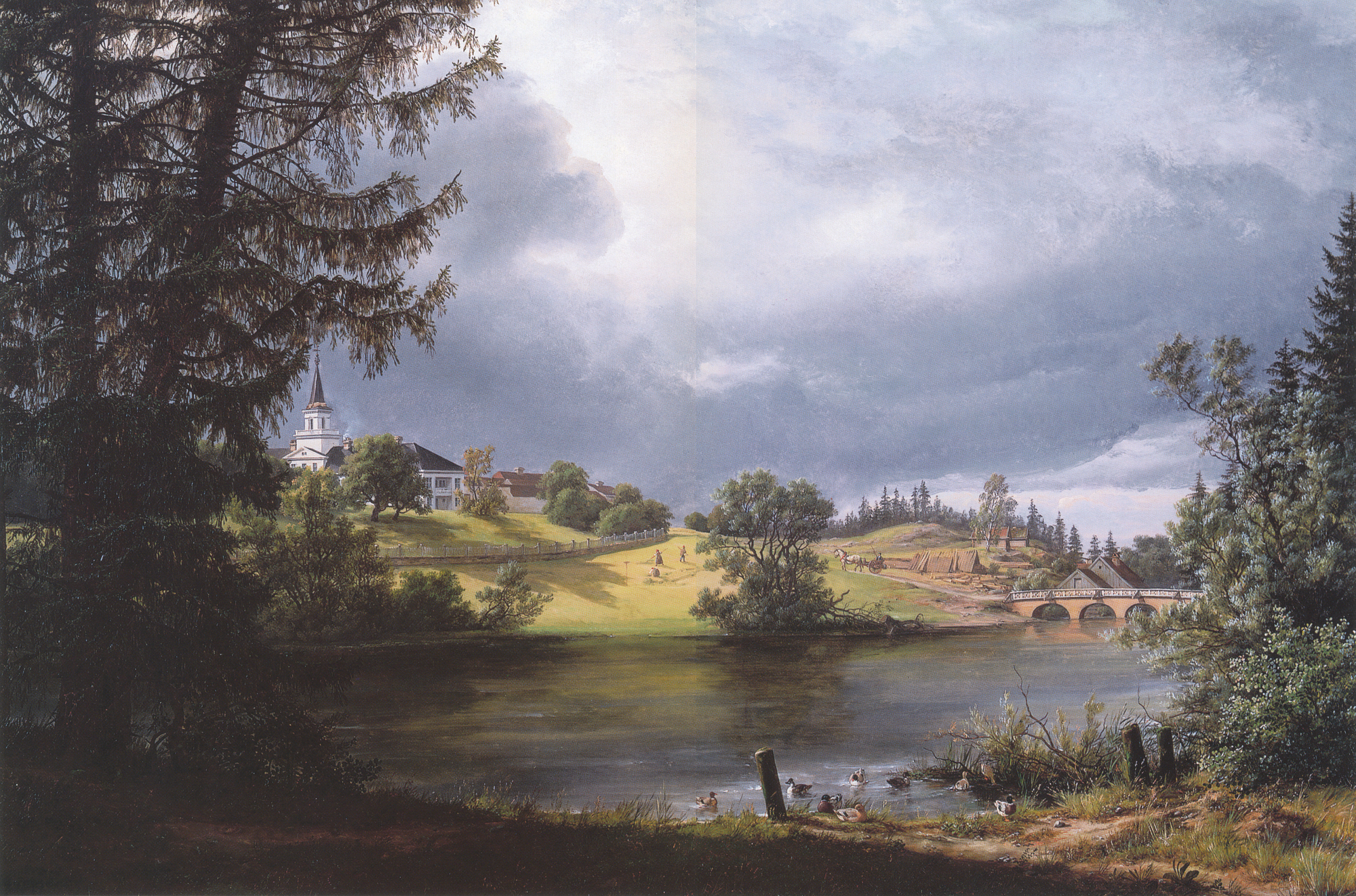
Frogner Manor (1842), pintado por JC Dahl para Benjamin Wegner. A pintura estava na posse da família von Hosstrup em Hamburgo.
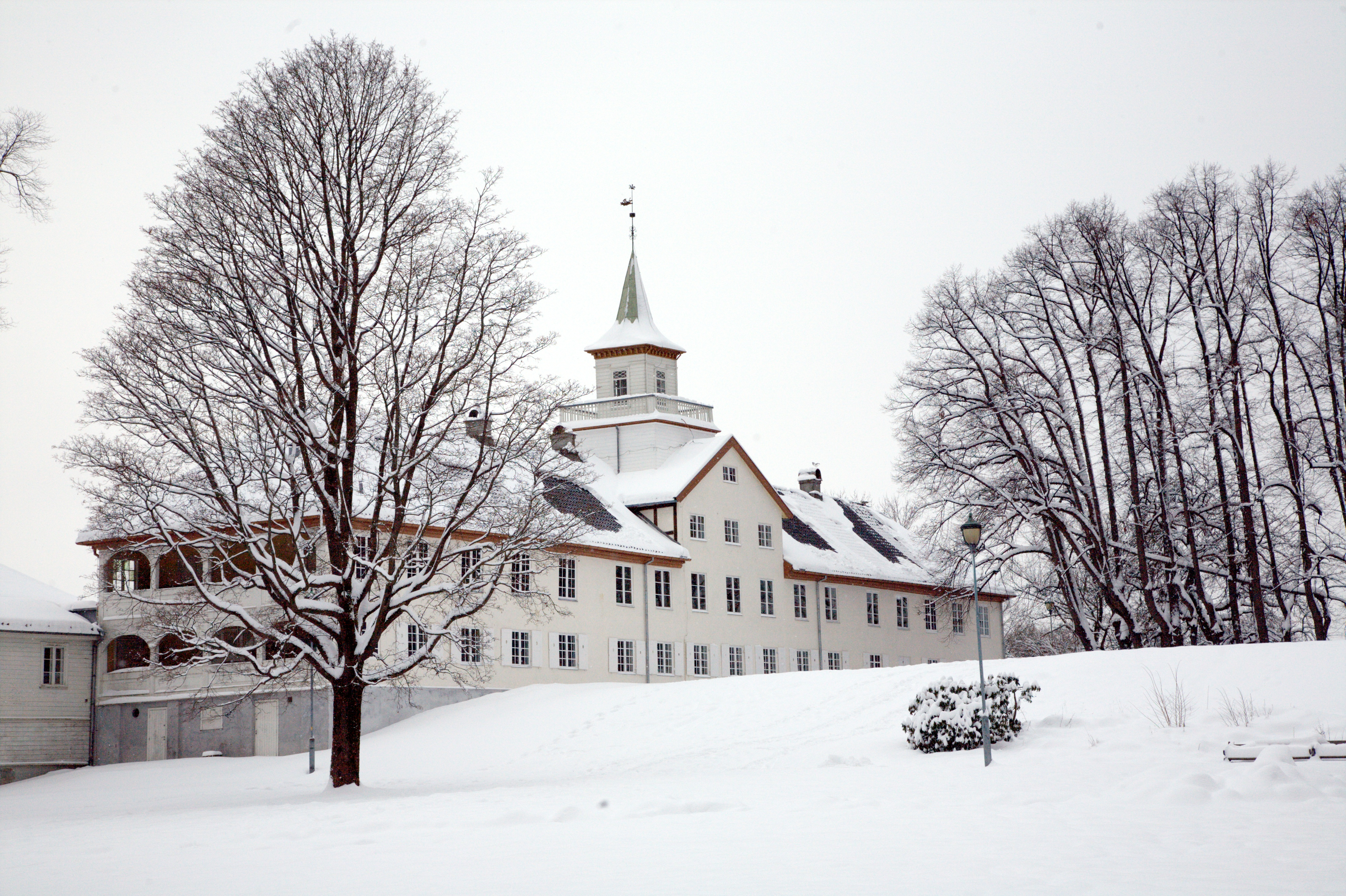
Frogner Manor hoje
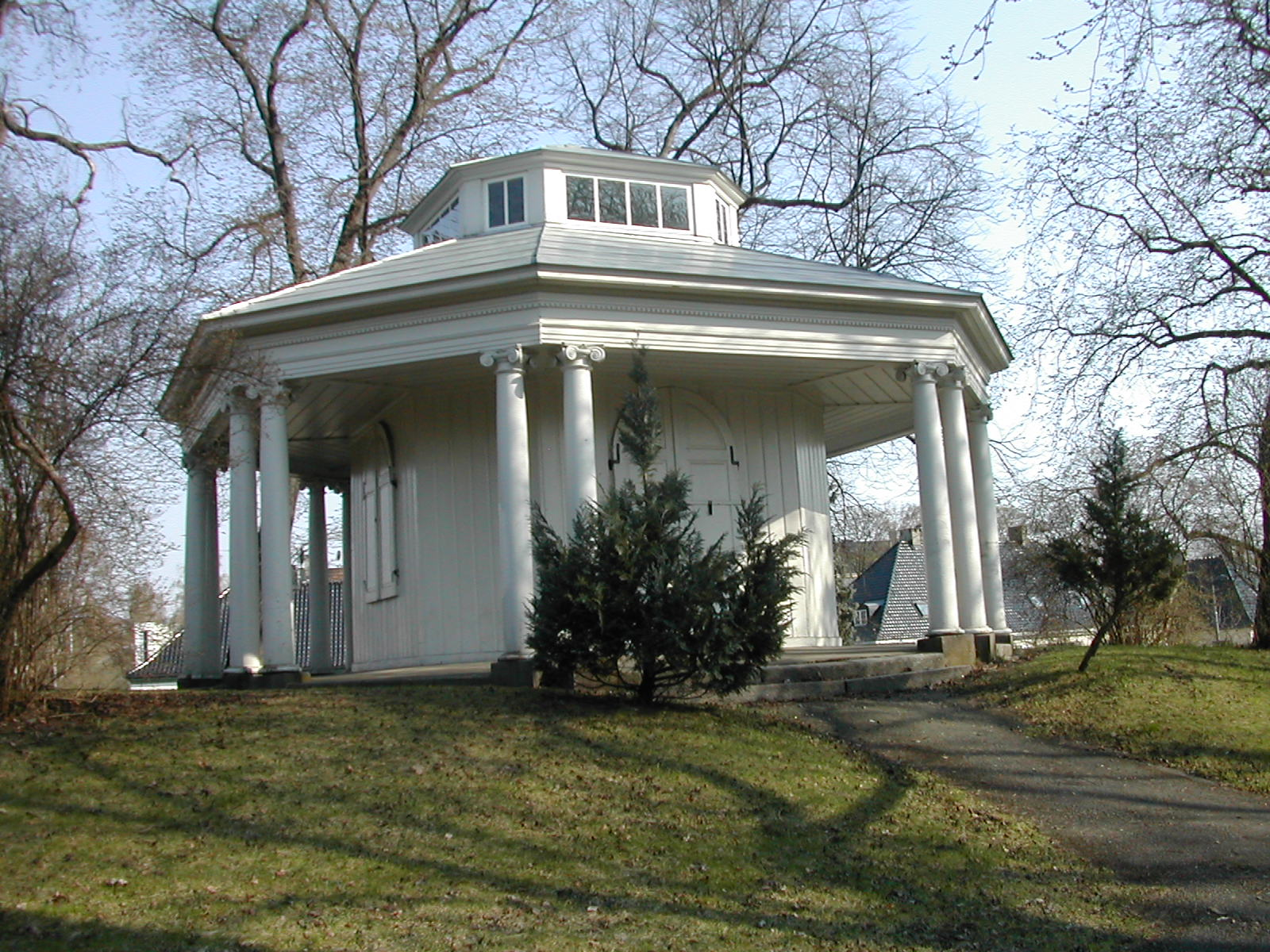
O pavilhão em Frogner Park foi um presente de casamento de Benjamin Wegner para sua esposa Henriette

### Funções consulares
Wegner foi nomeado vice-cônsul em Christiania para o Reino de Portugal em 1836, como o representante mais sênior de Portugal na Noruega. Ele se tornou cônsul em Christiania da cidade-estado soberana de Hamburgo - onde a família de sua esposa atuava no governo - em 1842 e foi promovido a cônsul-geral de Hamburgo para o Reino da Noruega em 1844. Tornou-se cônsul em Christiania para a cidade-estado de Lübeck em 1843 e foi promovido a cônsul-geral de Lübeck em 1861. Ele se tornou cônsul-geral da Noruega na cidade-estado de Bremen em 1859. Ele ocupou esses quatro escritórios consulares até sua morte.

### Morte
Ele morreu em sua casa de campo, Dronninghavn, em Ladegaardsøen (Bygdøy), em 9 de junho de 1864.

## Família

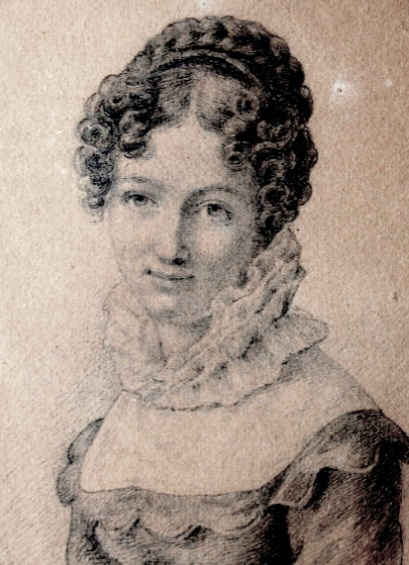
Sua esposa Henriette Seyler (1805–75), desenhada por sua irmã Molly em 1822

Em 15 de maio de 1824, Benjamin Wegner casou-se com Henriette Seyler (1805-1875) na Igreja de São Nicolau, em Hamburgo. Ela era membro da dinastia bancária de Berenberg em Hamburgo, uma das famílias hanseáticas mais importantes da cidade, e era filha do banqueiro L.E. Seyler (1758-1836) e Anna Henriette Gossler (1771-1836). Seu pai era co-proprietário de Joh. Berenberg, Gossler & Co. (Berenberg Bank), presidente da Commerz-Deputation, e membro do Parlamento de Hamburgo, era neta do comerciante suíço que virou diretor de teatro Abel Seyler e Sophie Elisabeth Andreae, de Hanover do pai e dos banqueiros de Hamburgo, Johann Hinrich Gossler e Elisabeth Berenberg, do lado da mãe. Através de seu avô paterno, ela também era descendente do teólogo calvinista Friedrich Seyler e das famílias patrícias de Burckhardt, Merian, Faesch, Socin e Meyer zum Pfeil de Basileia, e através de sua mãe de famílias como Amsinck e Welser. Henriette Seyler era sobrinha do senador e banqueiro de Hamburgo Johann Heinrich Gossler II e prima do primeiro prefeito de Hamburgo, Hermann Gossler (1802-1877). Após a morte de seu pai, Henriette Seyler tornou-se co-proprietária do Berenberg Bank até 31 de dezembro de 1836.

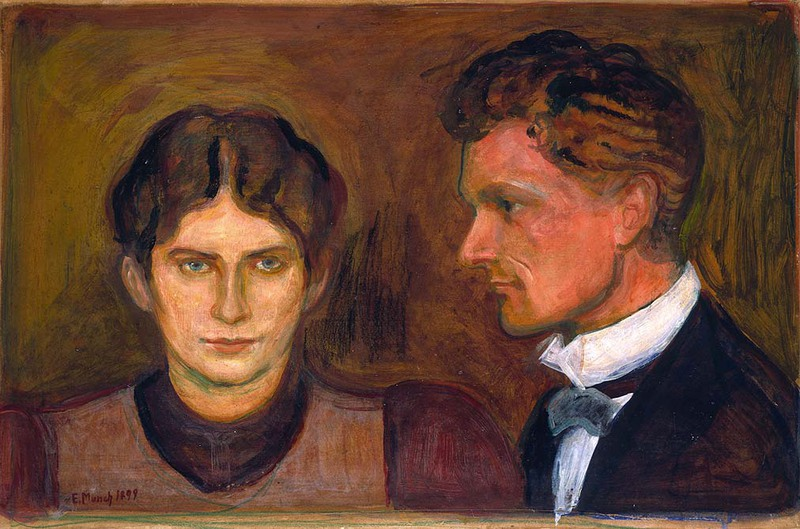
O neto de Benjamin Wegner, Harald Nørregaard, pintado por Edvard Munch (1899)

Benjamin e Henriette Wegner tiveram quatro filhos e duas filhas, todos nascidos na Noruega, onde têm muitos descendentes notáveis. O filho mais velho deles, Johann Ludwig Wegner (1830-1893), foi juiz e casou-se com Blanca Bretteville, filha do primeiro-ministro Christian Zetlitz Bretteville; seu segundo filho, Heinrich Benjamin Wegner (1833–1911), era comerciante de madeira e casou-se com Henriette Vibe, filha do filólogo clássico Ludvig Vibe; sua filha mais velha, Sophie Wegner (1838–1906), casou-se com o coronel e assessor de campo com o rei Charles Hans Jacob Nørregaard; sua filha caçula Anna Henriette Wegner (1841–1918) casou-se com o teólogo Bernhard Pauss; seu filho mais novo, George Wegner (1847-1881), foi um advogado supremo da corte.

Benjamin Wegner era o avô do advogado, governador do condado e chefe de polícia Benjamin Wegner (1868–1949), da líder humanitária e de direitos das mulheres Olga Wegner (a esposa do juiz da Suprema Corte Karenus Kristofer Thinn), da correspondente de guerra de destaque internacional Benjamin Wegner Nørregaard, do famoso advogado, presidente da Norwegian Bar Association e fundador do escritório de advocacia Hjort Harald Nørregaard, do comerciante e cônsul em Tarragona Ludvig Nørregaard, do cirurgião e presidente da Cruz Vermelha Norueguesa Nikolai Nissen Paus, do advogado e diretor da Confederação Norueguesa de Empregadores George Wegner Paus e do engenheiro e líder industrial Augustin Paus.